# Halvaber
Halvaber (Strepsirrhini) er en af to underordner af primater med omkring 90 arter. Gruppen omfatter lemurer og aye-ayen fra Madagaskar, galagoer og pottoer fra Afrika og lorier fra Sydøstasien. De kaldes halvaber, fordi de har bevaret mange primitive træk i forhold til de egentlige aber, f.eks. er mange halvaber nataktive. Tidligere regnedes spøgelsesaber også til halvaberne, men de placeres nu i den anden underorden af primater, Haplorhini. Halvaber er de eneste oprindelige primater på Madagaskar.

## Klassifikation
En klassifikation af halvaberne, der deler dem i to infraordner:
- Underorden Strepsirrhini
  - Infraorden †Adapiformes
    - Overfamilie †Adapoidea
      - Familie †Adapidae
      - Familie †Notharctidae
      - Familie †Sivaladapidae

  - Infraorden Lemuriformes
    - Overfamilie Lemuroidea
      - Familie †Archaeolemuridae
      - Familie Cheirogaleidae (dværglemurer)
      - Familie Daubentoniidae (fingerdyr)
      - Familie Indriidae (indrier)
      - Familie Lemuridae (ægte lemurer)
      - Familie Lepilemuridae (væsellemurer)
      - Familie †Megaladapidae
      - Familie †Palaeopropithecidae

    - Overfamilie Lorisoidea
      - Familie Lorisidae (lorier, f.eks. potto)
      - Familie Galagidae (galagoer)

## Bygning og levevis
Halvaber har i lighed med aber som regel gribehænder og gribefødder og bevæger sig meget oppe i træerne. Gruppen er kendetegnet ved, at næsen er fugtig og er forbundet med overlæben som hos de fleste pattedyr. Den vigtigste sans er lugtesansen, i modsætning til haplorhinerne (den anden underorden af primater), hvor synet har en større rolle.
Som alle primater har halvaber en øjenhule, der er beskyttet af en benring, men både nulevende og uddøde halvaber mangler en tynd bagvæg bag øjet, det postorbitale lukke, hvilket kun forekommer hos de haplorhine primater. Øjeæblet ligger op ad tyggemusklen som tilfældet er for de fleste pattedyr.
På Madagaskar har halvaberne generelt få naturlige fjender, og har udviklet sig til de dagaktive lemurer. Før mennesket kom til øen, fandtes arter af lemurer helt op i gorilla-størrelse. De øvrige halvaber er stort set alle natdyr. Hele gruppen, inklusiv de dagaktive lemurer mangler farvesyn, og føden består i højere grad af insekter og andre små dyr end af frugt som man normalt forbinder med primater. Hjernen er desuden lille, men lugtelappen er veludviklet.
Alle nulevende halvaber (infraorden Lemuriformes) bortset fra aye-ayen har nogle specielle tænder, der danner en såkaldt tandkam. Den består af enten to eller fire fremadrettede fortænder eller hjørnetænder i underkæben og anvendes til pelspleje. Hos aye-aye findes i stedet to fortænder, der vokser livet igennem og minder om dem man finder hos gnaverne. Flere af de nyligt uddøde arter på Madagaskar havde ikke en tandkam. De største halvaber, indrierne, har kun fire tænder i tandkammen i modsætning til alle andre, der har seks. Halvaber har desuden en renseklo på fodens anden tå, der ligesom tandkammen anvendes til pelsrensning.

### Primitive træk
Halvaberne har beholdt en række primitive træk, men har i sagens natur haft lige så meget tid som aberne til at udvikle sig. De er derfor lige så tilpassede og avancerede som disse, men er blot tilpasset en anderledes levevis, f.eks. er de nataktive. Halvaber mangler forskellige afledte træk, der er fordelagtige for dagaktive primater.
De fleste eller alle arter af nulevende halvaber menes at besidde et reflekterende lag bag nethinden kaldet tapetum lucidum, der forbedrer synet om natten, men de mangler fovea, der er en central fordybning i øjets gule plet, hvilket forbedrer synet om dagen. Dette adskiller dem fra spøgelsesaberne, der mangler tapetum lucidum, men besidder en fovea.
Halvaber tillægges traditionelt manglen på sammenvoksede nedre kæbehalvdele, men det var dog almindeligt, at disse var sammenvoksede hos den uddøde infraorden Adapiformes. Også hos adskillige uddøde kæmpelemurer var de nedre kæbehalvdele sammenvoksede.
Det fugtige, nøgne område omkring næseborene (rhinarium) og den foldede slimhinde mellem næsetip og mund (philtrum) afspejler deres kommunikationssystem, som i langt højere grad end hos haplorhinerne er baseret på lugtesansen.
Halvaber har desuden ofte mere end to brystvorter og får ofte mere end en unge ad gangen. De har også et andet moderkagesystem, der er mere primitivt end haplorhinernes.[kilde mangler]

### Andre særprægede træk
Den langsomme plumplori (Nycticebus coucang) slikker sin unge med ildesmagende, giftigt spyt, når ungen parkeres. Hos galagoerne ligner nogle arter hinanden så meget i udseendet, at de kun kan skelnes på deres karakteristiske skrig.[kilde mangler]